# زنان در زامبیا
شرایط زنان در زامبیا (انگلیسی: Women in Zambia) در سال‌های اخیر بهبود یافته است. از جمله پیشرفت‌های حاصل، کاهش نرخ مرگ و میر مادران و تصویب چندین سیاست توسط مجلس ملی زامبیا به منظور کاهش خشونت علیه زنان است. با این حال، همچنان پیشرفت بیشتری مورد نیاز است. بیشتر زنان دسترسی محدودی به مراقبت‌های بهداشتی باروری دارند و تعداد کل زنان مبتلا به HIV در کشور همچنان رو به افزایش است. علاوه بر این، خشونت علیه زنان در زامبیا همچنان رایج است. نرخ ازدواج کودکان در زامبیا از بالاترین نرخ‌ها در جهان است و زنان همچنان با سطح بالایی از خشونت جسمی و جنسی مواجه هستند.
در تقریباً تمامی شاخص‌های جنسیتی، اختلاف قابل توجهی بین کیفیت زندگی زنان روستایی، کم‌سواد و فقیر در مقایسه با زنان شهری وجود دارد.

## بهداشت
دولت زامبیا چندین معاهده را که حقوق بهداشتی زنان را به رسمیت می‌شناسد، از جمله کنوانسیون رفع هرگونه تبعیض علیه زنان (CEDAW) و پروتکل جامعه توسعه جنوب آفریقا (SADC) در مورد جنسیت و توسعه تصویب کرده است. ماده ۱۲ کنوانسیون CEDAW از دولت‌های عضو می‌خواهد که تبعیض جنسیتی در بهداشت را ریشه‌کن کرده و خدمات بهداشتی مورد نیاز زنان را فراهم کنند. به‌طور مشابه، پروتکل SADC از کشورهای عضو می‌خواهد استراتژی‌هایی را برای کاهش نرخ مرگ و میر مادران و افزایش دسترسی به امکانات بهداشتی اجرا کنند.
زامبیا همچنین پروتکل منشور آفریقایی حقوق بشر و مردم در مورد حقوق زنان در آفریقا، معروف به پروتکل ماپوتو را تصویب کرده است. ماده ۱۴ این پروتکل، حق زنان در سقط جنین را مشخص می‌کند.
علاوه بر این، به عنوان یکی از اعضای سازمان ملل متحد، دولت زامبیا متعهد به تلاش برای تحقق سند ۲۰۳۰ یونسکو (SDGs) است که اهداف جهانی سازمان ملل برای حل مسائل جهانی تا سال ۲۰۳۰ را تعیین می‌کند. به‌طور خاص، اهداف ۳ و 5 SDGs به مراقبت‌های بهداشتی مادران، حقوق جنسی و حقوق باروری می‌پردازد.

### پیشگیری از بارداری و برنامه‌ریزی خانواده
دولت زامبیا سیاست‌های متعددی را برای بهبود دسترسی به روش‌های پیشگیری از بارداری و خدمات برنامه‌ریزی خانواده اجرا کرده است. سیاست سلامت باروری مصوب ۲۰۰۵ ارائه رایگان روش‌های پیشگیری از بارداری در مراکز بهداشتی عمومی را تضمین می‌کند، در حالی که دستورالعمل‌های ملی برنامه‌ریزی خانواده زامبیا در سال ۲۰۰۶ راهنمایی‌هایی را برای کارکنان بهداشت در زمینه ارائه مشاوره و کمک در برنامه‌ریزی خانواده ارائه می‌دهد. کارزارهای سلامت باروری که از طریق رادیو و تلویزیون توسط دولت و گروه‌های جامعه مدنی پخش شده‌اند، منجر به افزایش استفاده از روش‌های پیشگیری از بارداری شده‌اند.
تا سال ۲۰۱۴، استفاده از روش‌های پیشگیری مدرن از بارداری در میان زنان زامبیا به ۴۵٪ رسیده است. رایج‌ترین روش‌های مورد استفاده شامل تزریقی‌ها، کاشتنی‌ها و قرص‌ها هستند. با این حال، میزان دسترسی به روش‌های پیشگیری از بارداری همچنان در میان دختران در ازدواج‌های زودهنگام پایین است و تفاوت قابل توجهی در دسترسی به این روش‌ها در میان طبقات اجتماعی و مناطق جغرافیایی مختلف وجود دارد. تقریباً ۴۵٪ از زنان روستایی از روش‌های پیشگیری مدرن استفاده می‌کنند، در حالی که این رقم در میان زنان شهری نزدیک به ۵۵٪ است. تفاوت بین زنان بی‌سواد و تحصیل‌کرده حتی بیشتر است، به‌طوری که کمی بیش از ۳۵٪ از زنان بی‌سواد از روش‌های پیشگیری مدرن استفاده می‌کنند، در حالی که این رقم برای زنان تحصیل‌کرده حدود ۶۰٪ است. زنان بالای ۳۵ سال که فراتر از سن معمول باروری در زامبیا محسوب می‌شوند، بالاترین میزان نیاز برآورده‌نشده به برنامه‌ریزی خانواده را دارند.

### مراقبت‌های سلامت مادران
زنان در زامبیا به‌طور متوسط ۴٫۷ فرزند به دنیا می‌آورند. با این حال، نرخ زاد و ولد در میان زنان روستایی، فقیر و بی‌سواد بالاتر از زنان شهری، ثروتمند و تحصیل‌کرده است. ۲۹٪ از دختران زامبیایی بین ۱۵ تا ۱۹ سال زایمان کرده‌اند یا باردار هستند؛ همچنین دختران روستایی دو برابر بیشتر از دختران شهری در این بازه سنی فرزنددار می‌شوند. عوارض بارداری در زنان ۳۵ ساله و بالاتر افزایش می‌یابد، زیرا این زنان فراتر از سن معمول باروری در زامبیا محسوب شده و کمتر احتمال دارد که به مراقبت‌های سلامت مادران مراجعه کنند.

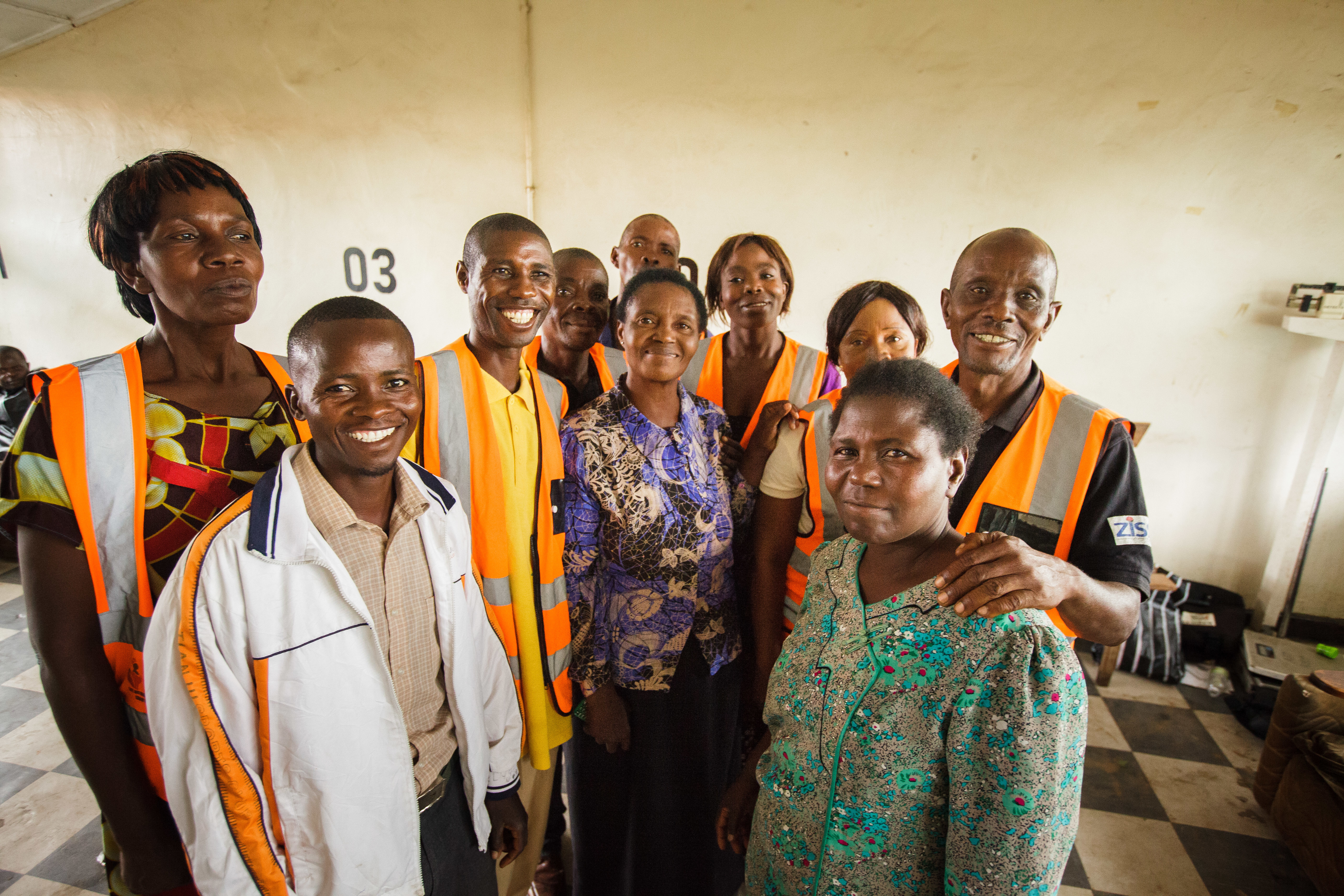
حاضران در جلسه گروه اقدام برای زایمان ایمن در سامفیا، زامبیا.

دولت زامبیا چندین برنامه را برای کاهش نرخ مرگ‌ومیر مادران (MMR) اجرا کرده است، از جمله کمپین کاهش شتابان مرگ‌ومیر مادران (CARMMA) و گروه‌های اقدام برای زایمان ایمن (SMAGS) که بر اساس داوطلبی فعالیت می‌کنند. CARMMA، که ابتکاری از سوی اتحادیه آفریقا و صندوق جمعیت سازمان ملل متحد است، هدفش کاهش نرخ مرگ‌ومیر مادران از طریق طراحی و اجرای سیستم‌های بهداشتی یکپارچه‌تر و تأمین بودجه بیشتر برای خدمات خانواده است. به‌طور مشابه، SMAGs گروه‌های اجتماعی هستند که هدفشان کاهش مرگ‌ومیر مادران از طریق جذب داوطلبانی برای کمک به مادران باردار در شناسایی نیازهای پزشکی و دسترسی به مراکز درمانی است. CARMMA, SMAGS و سایر تلاش‌های مشابه نتایج امیدوارکننده‌ای داشته‌اند؛ نرخ مرگ‌ومیر مادران در زامبیا از ۷۲۹ مرگ در هر ۱۰۰٬۰۰۰ زن در سال ۲۰۰۱ به ۳۹۸ مرگ در سال ۲۰۱۴ کاهش یافته است. با این حال، این نرخ همچنان بالا باقی مانده است که عمدتاً به دلیل کمبود مراکز درمانی، کمبود کارکنان پزشکی و تجهیزات، و دسترسی محدود زنان به منابع اقتصادی است.
ماده ۱۵A(1) قانون کار، مرخصی زایمان را برای تمامی زنان در نظر گرفته است.

### خدمات سقط جنین و مراقبت‌های پس از سقط جنین
با وجود اینکه سقط جنین در سال ۱۹۷۲ از طریق قانون خاتمه بارداری قانونی شد، این موضوع هنوز هم در زامبیا یک موضوع جنجالی است. کلیساهای مسیحی در زامبیا تأثیر سیاسی قابل توجهی دارند و کلیسای کاتولیک در سال ۱۹۷۲ اعتراضاتی نسبت به تصویب این قانون داشت. در سال ۱۹۹۱، فردریک چیلوبا زامبیا را کشوری مسیحی اعلام کرد. پس از آن، بحث در مورد سقط جنین تابو شد. بسیاری از زامبی‌ها این موضوع را به تضاد بین قانون موجود و هویت مسیحی رسمی کشور نسبت می‌دهند.
در سال ۲۰۱۵، تلاشی ناموفق برای اصلاح منشور حقوق زامبیا صورت گرفت تا به وضوح ذکر شود که زندگی از لحظه تشکیل نطفه آغاز می‌شود. به‌طور کلی، آگاهی از قانونی بودن سقط جنین و دسترسی به خدمات سقط جنین در میان عموم مردم زامبیا پایین است.

طبق قانون خاتمه بارداری، سقط جنین در صورتی مجاز است که مشخص شود:
(الف) ادامه بارداری شامل موارد زیر است-
1. (i) خطر برای جان زن باردار؛ یا
2. (ii) خطر آسیب به سلامت جسمی یا روانی زن باردار؛ یا
3. (iii) خطر آسیب به سلامت جسمی یا روانی هر یک از فرزندان موجود زن باردار.

که بیشتر از ادامه بارداری باشد؛ یا

(ب) این که خطر عمده‌ای وجود دارد که اگر کودک به دنیا بیاید، از اختلالات جسمی یا روانی رنج خواهد برد که باعث ناتوانی جدی خواهد شد."
 علاوه بر این، قانون جزا در سال ۲۰۰۵ اصلاح شد تا سقط جنین را در موارد بارداری ناشی از تجاوز یا آزار کودکان مجاز کند.
با این حال، تعداد سقط جنین‌های غیرایمن در زامبیا همچنان بالا است. تنها ۵٪ از مراکز بهداشتی کشور خدمات سقط جنین را ارائه می‌دهند. مناطق روستایی کمترین نرخ سقط جنین ایمن در مراکز بهداشتی را گزارش کرده‌اند و همچنین بالاترین نرخ مراقبت‌های پس از عمل را به دلیل عوارض ناشی از سقط جنین‌های غیرایمن دارند. ۳۰٪ از مرگ و میرهای مادرانه در زامبیا به سقط جنین‌های غیرایمن مربوط می‌شود. مطالعات در زامبیا نشان داده است که مشارکت مردان در فرایند درخواست خدمات سقط جنین باعث افزایش توانایی زنان در دستیابی به سقط جنین ایمن یا دریافت مراقبت‌های پس از سقط جنین می‌شود به دلیل دسترسی بیشتر مردان به منابع مالی و آموزشی.